# La Sauzière-Saint-Jean
La Sauzière-Saint-Jean é uma comuna francesa na região administrativa de Occitânia, no departamento de Tarn. Estende-se por uma área de 15,82 km². Em 2010 a comuna tinha 272 habitantes (densidade: 17,2 hab./km²).